# رنگین‌کمان‌ماهی ماداگاسکاری
رنگین‌کمان ماهی ماداگاسکاری (نام علمی: Bedotia madagascariensis) (زونا) گونه ای از ماهیان از خانواده گل‌آذین‌ماهی‌سانان است. این گونه بومی ماداگاسکار است که در رودخانه‌ها و دریاچه‌های بین رودخانه ایولوینا و نهر مانامبولو یافت می‌شود. معمولاً در تجارت آکواریوم دیده می‌شود، و اغلب با گونه زونا مرتبط اشتباه گرفته می‌شود. نابودی زیستگاه آینده و جمعیت آن را تهدید می‌کند. رنگین‌کمان ماهی ماداگاسکار در سال ۱۹۰۳ توسط چارلز تیت ریگان توصیف شد. او نمونه را به موزه تاریخ طبیعی ژنو سپرد و نام این جنس را به افتخار مدیر موزه موریس بِدوت (۱۸۵۹–۱۹۲۷) گذاشت.